# 闇の子供たち
『闇の子供たち』（やみのこどもたち）は、梁石日の小説。2002年に解放出版社から発売。2004年には幻冬舎から文庫版も発売されている。これを原作とする日本映画も制作された（2008年8月2日公開）。

## 小説
タイで行われている臓器移植を目的とした幼い子供たちの人身売買や幼児売買春を描いた社会派の作品。
内容はフィクションである。

### あらすじ
舞台はタイ。ヤイルーンは8歳のときに実の親に売られて、タイ北部の貧しい山岳地帯の村からバンコクに連れて行かれた。両親は娘を売った金で冷蔵庫とテレビを手に入れる。ヤイルーンは日本や欧米などの世界中の富裕層が集まる売春宿に連れて行かれ、大人たちの性的玩具にされていた。1年後、エイズを発症したヤイルーンは商品としての価値をなくし食事も与えられず、ゴミ袋に入れられ、処理場に捨てられた。そして、ヤイルーンが売られたその2年後、今度は8歳になった妹のセンラーが売春宿に売られていった。
タイに駐留していた日本の新聞記者、南部浩行らが事件を追う。

### 刊行情報
- 梁石日『闇の子供たち』（解放出版社、2002年11月）ISBN 978-4-7592-6072-4
- 梁石日『闇の子供たち』幻冬舎文庫（幻冬舎、2004年4月）ISBN 978-4-344-40514-1

## 映画
2008年8月2日公開。PG-12指定。第43回カルロヴィ・ヴァリ国際映画祭正式招待作品。財団法人日本ユニセフ協会、コードプロジェクト推進協議会推薦。
バンコク国際映画祭に出品を予定されていたが、主催者側が、タイ国内での無許可での撮影 、内容が観光促進にふさわしくない、タイの暗部を強調し国のイメージを損なう、子供の人身売買をテーマとすることは認められないなどの理由で、上映中止となった。これに対し阪本順治監督は「タイ人の意見、批評、感想を聞きたかった」とコメントした。無許可撮影との指摘については「タイ日共同制作という形を取っている」と否定した。現在、子供虐待のシーンなどをカットするなど、タイの検閲を通るよう再編集することで、タイ国内での上映を目指している。

### 作品内容のフィクション性
この作品はこれまで各サイトにて、「幼児の人身売買、売春というショッキングな真実を描いたノンフィクション映画」と宣伝されてきた。その影響もあったためか、ネット上に書き込まれた映画の感想には、ノンフィクションであることを前提としたものが少なくない。ノンフィクション映画と言う宣伝に対し、不正な心臓移植をタイ国内では法的には出来ないことへの指摘や、「事実と日本人への誤解を生む」というネット上での反発が出るなどした。これらの指摘や反応について、映画のPRをしている樂舎の担当者は、「すべてフィクションとしてしまうと、ほかの国の関係ない話と受け取られる恐れがあると考えました。売買春は実際にあるため、身近にある問題として感じてほしかったことがあります。」と述べた。、この騒動の末、諸国での水面下での臓器売買の事実は取りざたされないままに、その後のほとんどの宣伝素材では「ノンフィクション」の文字を削られることとなった。
本作に取材協力をした大阪大学医学部付属病院移植医療部の福嶌教偉は、本作のフィクションの部分として「日本人がタイで心臓移植を受けた例はないこと」「他の子供を殺してまで自分の子供を助けたい両親はいないこと」「心臓移植手術にはエキスパートの医師・看護師が8人も必要なため、不正な心臓移植はそもそもビジネスとして成立しえないこと」を挙げた。

### バンコク国際映画祭での上映中止
「闇の子供たち」に、タイ国内において敏感な、児童買春に関する内容が含まれていることに気が付いた主催者が、2008年9月23日に開催されたバンコク国際映画祭に、当初出品予定だった｢闇の子供たち｣の上映中止が20日に報道され、開催時に中止が発表された。

#### 経緯
開催のおよそ1か月前、スポンサーやタイ国政府観光庁の影響を受けない選考委員たちが「闇の子供たち」を選抜し、他の2つのタイ国内で撮影した「Soi Cowboy」(タイ・イギリス合作)、「Sunny and the Elephant」(フランス)と共に「Made in Thailand」部門にノミネートしたが、開幕の数日前になって主催者側が態度をひるがえした。タイ映画「アタック・ナンバーハーフ」の監督で映画祭の芸術監督を務めるヨンユット・トーンゴーントゥンは「映画監督としての立場から言えば、この作品がおもしろく、極めて良くできていることは認める。しかし観客が映画から正しくメッセージをくみ取れるかはわからない。厄介な問題が起こるかもしれない」と話した。開幕翌日の記者会見で阪本は、主催者が説明した上映中止の理由について「観光のイメージアップにふさわしくないという話や、子供の人身売買（のテーマ）は認められないといった理由を聞いた」と述べた。

#### 撮影許可の有無
映画祭の運営委員長であるヂャールーク・ガンヂャールーク（จาฤก กัลย์จาฤก）は、撮影がタイ国立映画協会に無断で行われたと主張している。上映中止が報道された9月20日のバンコク・ポストによれば、「闇の子供たち」の監督阪本順治とプロデューサーなどが、2007年早くに、外国企業の撮影許可を管理・監督するタイ国家映画映像委員会に撮影許可申請した際、「吐き気がするような不快なシーンがある」ため不許可になった。阪本らはその後、タイの合弁事業会社に加わり、撮影を開始することが可能になった。

### 撮影
阪本は「以前ドイツの映画クルーが同じテーマで撮影を試みた際、地元マフィアに銃で襲われ妨害されたことを知り、背筋が凍ったが、タイでのロケにこだわった」と自身と作品の意図を説明した。。また一方で、一部の議論を呼んだ描写については「タイ人のキャストにも、作品意図を説明し、理解してくれる俳優だけを選び、日本の俳優、タイ人の俳優と、どう表現するかについて議論を重ね、日本の俳優もタイの俳優も納得して『全部分かった』という返答がないと、撮影には入らなかった」などと説明している。
- 大人と子供を別々に撮影し、大人の裸体を見せない、大人に背を向けさせて撮影する、子供の目をつぶらせて大人の姿を見せないなど、タイの子役に対し慎重に配慮して撮影した[14]。
- 鎖につながれ虐待を受ける子供たちの描写を撮影する際、阪本は悩んだ末に急性の失声症にかかりスタッフと筆談でやりとりした。子役やその親には「なぜこの演技が、この映画が必要なのか」を繰り返し説明した[12]。

### キャッチコピー
- 値札のついた命
- これは、「闇」に隠された真実の物語

### キャスト
- 南部浩行：江口洋介
- 音羽恵子：宮崎あおい
- 与田博明：妻夫木聡
- 梶川克仁：佐藤浩市
- 梶川みね子：鈴木砂羽
- 清水哲夫：豊原功補
- チット：プラパドン・スワンバーン
- ナパポーン：プライマー・ラッチャタ
- 土方正巳：塩見三省
- 大山：外波山文明
- 矢田：三浦誠己

### スタッフ
- 監督・脚本：阪本順治
- 原作：梁石日
- 企画：中沢敏明
- エグゼクティブプロデューサー：遠谷信幸
- プロデューサー：椎井友紀子
- 音楽：岩代太郎
- 撮影：笠松則通
- 製作者：気賀純夫、大里洋吉
- 製作委員会メンバー：セディックインターナショナル、ジェネオンエンタテインメント、アミューズ
- 配給：ゴー・シネマ

### 主題歌
- 桑田佳祐「現代東京奇譚」

### 関連商品
- 『闇の子供たち プレミアム・エディション』（映画「闇の子供たち」製作委員会、ジェネオンエンタテインメント、2009年2月25日）
  - DVD - 規格品番 GNBD-1524 全国書誌番号:21554034
  - BD - 規格品番 GNXD-1001